# Francesco Chèrea
Francesco Chèrea, pseudonimo di Francesco de' Nobili (Lucca, XVI secolo – XVI secolo), è stato un attore e poeta italiano.

## Biografia
Francesco Chèrea fu attivo nella prima metà del XVI secolo e nacque a Lucca in una famiglia di una certa importanza, una famiglia nobile di Toscana alla quale è stato concesso il titolo di conti.
Come attore fu capocomico professionista, fondando e guidando una compagnia teatrale attiva prevalentemente a Venezia, dal 1508 al 1513 e poi dal 1522 al 1526, oltre che a Roma, negli anni del pontificato di Leone X, dal 1513 al 1521. Fu invitato poi ad esibirsi in Ungheria, dove si trovava ancora nel 1532.
Si specializzò nella recitazione di commedie di Plauto e Terenzio (il suo nome stesso deriva dal personaggio de L'eunuco),oltre che nelle tragedie ed egloghe pastorali.
Inoltre si ricorda di una sua rappresentazione della Mandragola di Machiavelli in un monastero veneziano (1522) e di un maestoso spettacolo allestito da lui nel 1526, senza ottenere però un grande successo, in piazza San Marco.

## Opere

### Come attore
- Opere di Plauto;
- Opere di Terenzio;
- Mandragola di Machiavelli;
- Varie tragedie;
- Varie egloghe pastorali.